# 대승명황후
대승명황후 양씨(大勝明皇后 楊氏, 베트남어: Đại Thắng Minh Hoàng hậu Dương thị, 952년 ~ 1000년)는 베트남의 정 왕조 제1대 군주인 대승명황제와 전 여 왕조 제1대 군주인 대행황제의 황후이다. 그녀는 두 명의 황제와 결혼했고 두 황제는 두 왕조에 속하기 때문에 종종 양조황후(Lưỡng triều Hoàng hậu, 兩朝皇后)이라고 불리다.

## 출신
대월사기전서에 따르면 대승명황후의 성은 양이지만 이름은 알 수 없다. 그녀의 이름에 대한 몇 가지 가설이 있다.
- 楊玉雲(Dương Ngọc Vân)이라는 가설은 그녀를 양삼가의 딸이라고 생각하는《Nhà Đinh dẹp loạn và dựng nước》책과 양이가가 그녀의 아버지라고 생각하는《Võ tướng Thanh Hóa trong lịch sử dân tộc》책의 작가들에 의해 뒷받침되었다. 양이가는 양삼가의 형이다.
- 그년의 이름이 楊雲娥(Dương Vân Nga)이고 아버지가 양세현이라는 가설은 가장 인기있는 가설이며 대부분의 베트남 사람들이 믿고 있다.

오늘날 사원에서 베트남인은 대승명황후를 양운아라고 불리다. 베트남의 많은 거리와 학교의 이름은 Dương Vân Nga이다.

## 생애

### 정 황조의 황후
정보영(丁部領)이 968년 황제가되었을 때 5명의 황후가 동시에 왕관을 썼다. 대월사기전서에 따르면 황후들은 단가황후, 정명황후, 고국황후, 교국황후, 가옹황후였지만 그들의 실명이 명확하게 기록되지 않았다. 양씨는 그들 중 하나였지만 어느 황후 이었는지는 분명하지 않다. 다른 4명의 황후의 본명은 황씨시(Hoàng Thị Thi), 정씨성(Đinh Thị Tỉnh), 양씨월(Đinh Thị Nguyệt), 응우옌티샌(Nguyễn Thị Sen)이다.
정 왕조 초기에 가장 강력한 황후는 황태자 정항낭(丁項郎)의 어머니인 황씨시였다.

### 정 황조의 황태후
979년에 일련의 암살이 일어나 대승명황제, 첫 번째 황자 정련, 황태자 정항낭가 사망했다. 일련의 암살의 시작은 정련가 979년 초에 정항낭을 죽였을 때인데 이유는 정련이 황자 중 맏형 임에도 불구하고 정보영이 그를 황태자로 삼지 않았기 때문이다. 979년 10월, 황제과 황태자는 두석(杜釋)에 의해 암살 당했고 양씨의 여섯 살짜리 아들인 정선(丁璿)이 새로운 황제로 즉위했고, 황태후 양씨과 십도장군(十道将軍) 여환은 섭정으로 나라를 공동 통치했다.

### 전 여 황조의 황후
송나라 군이 베트남을 침공하려했던 당시 황제가 아주 어렸을 때인 981년에 그녀는 황위(皇位)를 여환에게 넘겼다. 전쟁 후 여환은 황좌에 올랐고 5명의 황후가 동시에 왕관을 썼다. 다른 4명의 황후는 봉간지리황후, 춘성명도황후, 정확황후, 황후 범씨이다.
대승명황후는 1000년에 죽었다.

## 가계
- 배우자: 정 황조 제1대 군주 대승명황제
  - 아들: 정 황조 제2대 군주 정폐황제
- 배우자: 전 여 황조 제1대 군주 대행황제
  - 딸: 립교황후 여씨
  - 사위: 이 황조 제1대 군주 이 태조

## 관련 작품
| 연도   | 작품명                                                                  | 배우   | 비고   |
| ------ | ----------------------------------------------------------------------- | ------ | ------ |
| 2010년 | 이공온: 승룡성(昇龍城)로가는 길 Lý Công Uẩn: Đường tới thành Thăng Long | 판호아 | 드라마 |
| 2021년 | 꾸인호아녓자 Quỳnh hoa nhất dạ                                          | 타인항 | 영화   |